# Pothyne seriata
Pothyne seriata là một loài bọ cánh cứng trong họ Cerambycidae.